# 日本國鐵EF56型電力機車
EF56型电力机车（日语：EF56形電気機関車）是日本铁路的干线客运电力机车车型之一，由日立製作所、三菱電機、川崎车辆等企业联合设计制造，适用于供电制式为1500伏直流电的电气化铁路。

## 历史
1937年（昭和12年），日立製作所、三菱電機、川崎造船所、川崎车辆等企业在EF53型电力机车的基础上，合作研制了EF56型干线客运电力机车。EF56型型电力机车带有为列车供暖的蒸汽锅炉，使机车在冬季牵引旅客列车时无须再加挂暖房车。
EF56型电力机车投入运用初期，主要担当东海道本线上优等旅客列车的牵引任务。其中EF56-6号机车更被指定为日本皇室御召列车的专用牵引机车，车身两侧装有金黄色的装饰带，这台机车在很长一段时间和EF53型电力机车（16～18）用来牵引御召列车，直到1953年才被EF58型电力机车取代。战争结束后，EF56型电力机车和EF57、EF58型电力机车共同成为东海道本线普通旅客列车的主型牵引机车。
1958年（昭和33年），随着直流电气化区段延伸至东北本线，EF56型电力机车逐步由沼津机关区转配属至宇都宮机关区，用来牵引东北本线的客运列车。1961年（昭和36年），宇都宮机关区开始配属EF57型电力机车，并对EF56、EF57型电力机车的蒸汽锅炉进行了自动化控制改造。此后，EF57型电力机车陆续改装列车供电系统，为列车的电热取暖装置提供电源。EF57型电力机车完成供电系统改造后，只有蒸汽锅炉的EF56型电力机车改为以牵引行包列车为主。
1969年（昭和44年），为了满足山阳本线瀨野至八本松间高坡区段（简称“瀨野八”）的牵引需要，对其中五台EF56型电力机车进行了相应改造，改造内容包括改变传动齿轮比、加装重联控制装置等措施，使其适应该大坡度区段的使用条件，经改造后的机车被改称为EF59型电力机车，均配属瀨野机关区使用。宇都宮机关区余下的EF56型电力机车则继续用来牵引行包列车，随着宇都宮机关区开始配属EF58型电力机车，该区的EF56型电力机车于1975年（昭和50年）全部报废。而经过改造的EF59型电力机车亦在1987年（昭和62年）停运报废。

## 技术特点
EF56型电力机车是干线客运用的大型直流电力机车，适用于供电制式为1500伏直流电的电气化铁路。机车采用非承载式结构的全金属箱形车体，车体长度比EF53型电力机车延长了500毫米。早期的1～7号机车车体外观多处采用了圆弧过渡，后期的8～12号机车则采用了棱角分明的车体外观以节省生产工序。机车两端为露天的通过台区域，车体两端各设有一个司机室，车体中部为电气室。司机室前方中央设有一扇端门，在司机室内机车运行方向的左侧设有司机操纵台。电气室内有贯通的双侧内走廊连接两端司机室。车顶安装有两台双臂式受电弓，其安装位置为迁就蒸汽锅炉而相对靠近车体中心。取暖蒸汽锅炉采用立型烟管式设计，所用燃料为重油。
EF56型电力机车采用客运电力机车标准的2Co-Co2轴式，机车走行部为两台带有导轮轮对的转向架，每台转向架包括两对导轮和三对动轮。车钩和通过台直接安装在转向架构架的端梁上。两台转向架之间设有弹性联接装置，以提高机车的小半径曲线通过性能，并用于传递牵引力；联接装置为安装在端梁的大型球形接头，取代了以往使用的中间缓冲器和牵引拉杆结构。悬挂装置由钢板弹簧、螺旋弹簧和均衡梁组成。牵引电动机采用抱轴式悬挂，输出的扭矩通过一级减速齿轮传递给轮对，牵引齿轮传动比为27：71（1：2.63）。
EF56型电力机车是直—直流电传动的直流电力机车，机车主电路结构与EF53型电力机车大致相同，通过调节起动电阻、牵引电动机的三段式串—并联转换和磁场削弱来达到调速的目的。机车起动和加速时，六台牵引电动机全部以串联连接，并逐步减少起动电阻的阻值；然后将每三台并联连接的牵引电动机为一组，两组牵引电动机以串联连接；最后六台牵引电动机全部并联连接，直至达到最高速度。为扩大机车的调速范围，在三种连接方式均可以对牵引电动机使用一级磁场削弱。机车采用MT17A型直流串励牵引电动机，额定功率为225千瓦，额定电压为675伏特。

## 参看
- EF53型电力机车
- EF57型电力机车
- EF59型电力机车
- 日本电力机车列表